# Метод Мангельсдорфа
Метод Манґельсдорфа (англ. Mangelsdorf method) — метод визначення константи швидкості хімічної реакції першого порядку (k), заснований на вимірюванні концентрацій х1 в момент часу t1 та х1a в момент часу t1+Δ, потім х2 в момент часу t2 та х2a в момент часу t2+Δ і т. д. З графіка в координатах xia — xi
xia = xi exp(– kΔ) + x∞(1 — exp(– kΔ))
знаходять нахил прямої (exp(– kΔ)) та відрізок, який вона відтинає на осі ординат (x∞(1 — exp(– kΔ)), за якими розраховують k.